# Aisel
Aysel Məmmədova (Bakú, RSS de Azerbaiyán, Unión Soviética, 3 de julio de 1989), conocida artísticamente como Aisel, es una cantante, compositora, arreglista y pianista azerí. Representó a Azerbaiyán en el Festival de la Canción de Eurovisión 2018,
siendo la primera vez en la historia de la participación de Azerbaiyán que una canción se queda fuera de la final, alcanzando un 11º lugar en la primera semifinal celebrada el 8 de mayo de 2018 en Lisboa, quedándose a un puesto de alcanzar la final. También interpretó el himno nacional de Azerbaiyán en la inauguración del Gran Premio de Fórmula 1 de Azerbaiyán de 2023.

## Biografía
Nació en la capital azerí en 1989. La gran mayoría de sus familiares se dedican a la música, lo que le ha servido de gran inspiración para querer dedicarse a lo mismo ya desde muy corta edad. Entre 1995 y 2006 estuvo estudiando en la Escuela de Secundaria de Música Profesional de Bulbul.
Y al mismo tiempo que estudiaba, ella durante estos años ha participado en numerosos concursos, festivales y certámenes de música tanto a nivel local, nacional e internacional. 
Entre ellos cabe destacar sus participaciones en el "Caspian Jazz and Blues Festival" que fue en el 2002 la primera vez que se presentó a uno, luego sus dos participaciones de 2005 y 2006 en el "The Baku International Jazz Festival", el "MuzEnergo Festival of Music Improvisation" que se celebró en Rumanía en 2007, el famoso Festival de Jazz de Montreux que se celebró en Suiza en 2009 y que participó junto a la Emil Ibrahim Band y más actualmente el "Zhara Fest" Archivado el 13 de noviembre de 2017 en Wayback Machine. que ha tenido lugar este mismo año.
En 2010 continuando con su formación, se graduó con honores por la Academia de Música de Bakú. Y desde 2013 hasta 2015, ha recibido clases por parte de Alexander Coppaloni y Deborah J. Carter, que son importantes artistas azeríes. 
Ya en el 2014 lanzó el que fue su primer sencillo, "Nashi Mysli" ("Наши Мысли")", que lo escribió en ruso.
Luego a partir de 2016 y de manera sucesiva ha ido lanzando más sencillos como "Others", "9 moons of Saturn", "Gravity", "My only", todos estos que están escritos en inglés y el sencillo en "Dilbərin ariyası" que está escrito en su natal idioma azerí y que forma parte de la Óperal Sevil. 
Aisel, desde hace un tiempo también es arreglista y además trabaja como pianista en la destacada sala y asociación "Baku Jazz Center".
El 8 de noviembre de 2017, la cadena radio-difusión nacional azerí İctimai Televiziya (iTV), por medio de un comité de expertos, eligió a Aisel como la representante de Azerbaiyán en el Festival de la Canción de Eurovisión 2018 con la canción «X my Heart». A pesar de su impecable actuación en directo, no consiguió el pase a la gran final del certamen, siendo eliminada en la primera semfinal donde solo se clasificaban 10 países de 19.